# Milton Simon
Milton Simon (Itapiranga, 6 de maio de 1970) é um político brasileiro, filiado ao Partido dos Trabalhadores (PT).
Milton Simon foi o companheiro de chapa de Vunibaldo Rech nas eleições de 2004 e 2008 para a prefeitura de Itapiranga. Com a morte do titular em 9 de fevereiro de 2010, em pleno mandato, Milton Simon assumiu a prefeitura até o final do mandato.
Em 2012 concorreu à reeleição e saiu vitorioso nas urnas, elegendo-se para o período de 2012 a 2016, recebendo 5 477 votos (54,65%).